# Parametro di impatto
Il  parametro di impatto {\displaystyle b} è definito come la distanza perpendicolare tra la traiettoria di un proiettile e il centro del campo {\displaystyle U(r)} creato da un oggetto a cui il proiettile si sta avvicinando (vedi diagramma). Di solito viene utilizzato in fisica nucleare (vedi Scattering Rutherford), ma anche in meccanica classica.

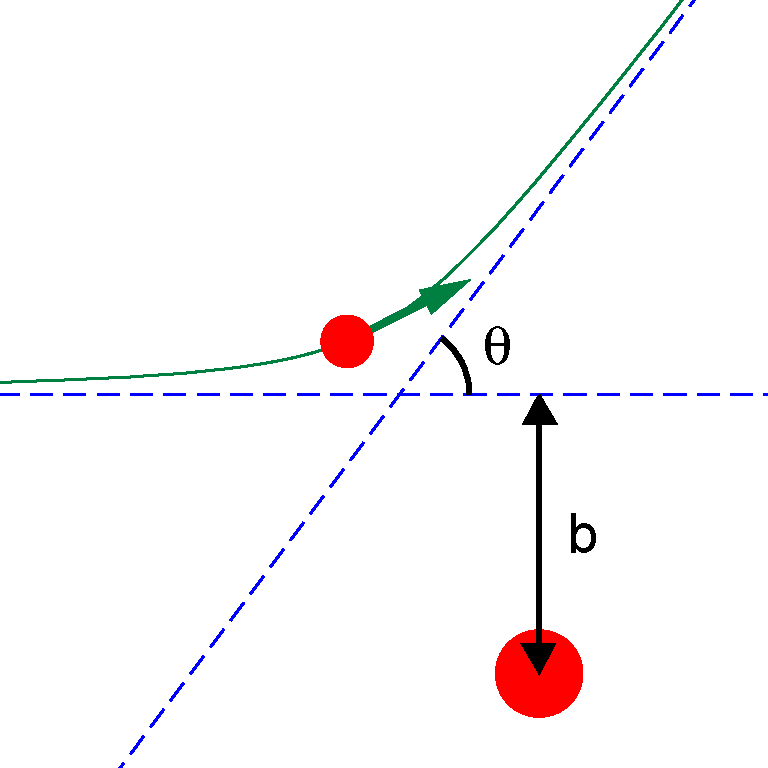
Parametro di impatto b e angolo di diffusione θ.

Il parametro di impatto è legato all'angolo di diffusione {\displaystyle \theta } dalla relazione
{\displaystyle \theta =\pi -2b\int _{r_{\mathrm {min} }}^{\infty }{\frac {dr}{r^{2}{\sqrt {1-(b/r)^{2}-2U/mv_{\infty }^{2}}}}}}
dove {\displaystyle v_{\infty }} è la velocità del proiettile quando è lontano dal centro (« all'infinito »), e {\displaystyle r_{\mathrm {min} }} è la sua distanza minima dal centro.